# Храшовик
Храшовик (слч. Hrašovík) насељено је мјесто са административним статусом сеоске општине (слч. obec) у округу Кошице-околина, у Кошичком крају, Словачка Република.

## Становништво
| Година:    | 1994. | 2004.    | 2014.    | 2024. |
| ---------- | ----- | -------- | -------- | ----- |
| Број људи: | 264   | 298      | 330      | 429   |
| Разлика:   |       | +12,87 % | +10,73 % | +30 % |

| Година:    | 2023. | 2024.   |
| ---------- | ----- | ------- |
| Број људи: | 418   | 429     |
| Разлика:   |       | +2,63 % |

Према подацима о броју становника из 2011. године насеље је имало 325 становника.